# Sparbu kommun
Sparbu kommun (norska: Sparbu kommune) var en kommun i Nord-Trøndelag fylke i Norge. Tätorten Sparbu utgjorde kommunens centralort.

## Administrativ historik
Sparbu kommun upprättades den 1 januari 1838 (som Sparboen formannskapsdistrikt) när Formannskapslovene från 1837 trädde i kraft. Kommunen omfattade då den sydöstra delen av nuvarande Steinkjers kommun.
Den 1 januari 1885 bröts Ogndals kommun (Skei kommun) ut ur kommunen som då minskade från 4 283 invånare före delningen till 2 842 invånare efter. Den återstående delen omfattade ett område i den södra delen av nuvarande Steinkjers kommun.
Den 1 januari 1964 gick Sparbu kommun, tillsammans med kommunerna Beitstad, Egge, Kvam, Ogndal och Stod, upp i Steinkjers kommun. Kommunens hade då 4 027 invånare.